# Српски народни хероји
Постоји неколико појединаца који се сматрају српским народним херојима. Већина њих је из средњег вијека, опјевана у епским пјесмама. Ту се могу убројати:
- Лазар Хребељановић (1329—1389), владар, погинуо у Косовској бици 1389.[1][2]
- Милош Обилић (пог. 1389), витез, убио османског султана Мурата у Косовској бици[3][4]
- Марко Краљевић (1335—1395), краљевић, активан током распада Српског царства[5][6]
- Карађорђе Петровић (1768—1817), вођа Првог српског устанка[7]

- Лазар Хребељановић
- Милош Обилић
- Марко Краљевић
- Карађорђе Петровић